# Moulins à vent des Grands Jardins
Les moulins à vent des Grands Jardins sont deux moulins situés à Montfaucon-Montigné, en France.

## Localisation
Les moulins sont situés dans le département français de Maine-et-Loire, sur la commune de Montfaucon-Montigné.

## Historique
Les deux édifices sont inscrits au titre des monuments historiques en 1976.